# Sven Thieme
Sven Thieme (* 8. Februar 1968 in Windhoek, Südwestafrika) ist ein namibischer Manager. Er ist unter anderem Vorstandsvorsitzender von Ohlthaver & List, dem größten Privatunternehmen Namibias.

## Leben
Thieme machte 1987 das Abitur an der Deutschen Höheren Privatschule Windhoek. Er schloss 1991 ein Studium der Buchprüfung an der Universität Kapstadt in Kapstadt (Südafrika) ab. Danach absolvierte er von 1992 bis 1995 eine Fortbildung zum Wirtschaftsprüfer bei Deloitte & Touche in Kapstadt. Von 1994 bis 1998 war er als Wirtschaftsprüfer für Deloitte & Touche in Luxemburg tätig. 
Nach dem Tod des Großvaters und Firmengründers Werner List übernahm er 2002 den Vorstandsvorsitz von Ohlthaver & List. Er war bereits seit 1998 im Unternehmen tätig, von 2001 bis 2002 als Generalmanager. Er sitzt zudem in den Aufsichtsräten von sieben Tochterunternehmen. 2004 wurde er mit Gründung der Development Bank of Namibia deren Vorsitzender. 2010 wurde Thieme in den Aufsichtsrat der öffentlich-rechtlichen Namibian Broadcasting Corporation berufen. Seit 2014 ist er Aufsichtsratsvorsitzender der Namibia Chamber of Commerce and Industry.
Christian Thieme ist ein Vetter.

## Auszeichnungen
- 2023: „Top International Executive Chairman of the Year“, International Association of Top Professionals (IAOTP)[2]